# Healin' Good PreCure
Healin' Good PreCure (ヒーリングっど♡プリキュア Hiirin Guddo Purikyua) er en japansk magical girl animeserie fra Toei Animation. Serien er den 17. i Izumi Todos Pretty Cure-franchise med den 15. generation af Pretty Cure. Den er instrueret af Yoko Ikeda efter manuskript af Junko Komura. Serien blev sendt på alle ANN's tv-stationer i Japan fra 2. februar 2020, hvor den afløste den 16. serie, Star Twinkle PreCure, til 21. februar 2020, hvorefter den blev afløst af den 18. serie, Tropical-Rouge! Pretty Cure. Seriens temaer er natur, dyr og medicin.
Toei Animation Inc. har licenseret serien udenfor Japan. Den bliver streamet i udvalgte lande af Crunchyroll siden 28. juni 2020 under navnet Healin' Good Pretty Cure.

## Plot
Den 13-årige pige Nodoka Hanadera er netop flyttet til byen Sukoyaka (すこやか Sukoyaka) med sin familie i håb om, at hun kan få en frisk start på sit liv der. Men i "Healing Garden" (ヒーリングガーデン Hiiringu Gaaden) dybt inde i Jorden ligger alt i ruiner efter et angreb fra den fjendtlige gruppe Byogens, der vil inficere haven og langsomt forgifte planeten. Dens hersker Dronning Teatine betror sin datter Latte til de tre Healing Animal-elever Rabirin, Pegitan og Nyatoran på en mission til overflade for at finde tre personer, hvis hjerter kan passe med dem, og som kan blive deres partnere. Under et angreb fra Byogens oppe på overfladen støder Rabirin på Nodoka, der trods sin lidt svagelig fysik er fast besluttet på at beskytte andre. Hendes beslutsomhed passer med Rabirin, og gør det muligt for hende at blive til den legendariske Pretty Cure, Cure Grace. Sammen med Chiyu/Cure Fontaine og Hinata/Cure Sparkle danner hun Healin' Good PreCure for at kæmpe mod Byogens og beskytte alt liv på Jorden og Healing Garden.

## Figurer

### Pretty Cure
- Nodoka Hanadera (花寺のどか Hanadera Nodoka) / Cure Grace (キュアグレース Kyua Gureesu)[1] - En 13-årig pige der er den lyserøde Pretty Cure af blomster. Før seriens start blev hun syg efter at være blevet inficeret med en MegaByougen-sæd og endte med at blive indlagt på et hospital. Hendes forældre var bekymrede for hendes skrøbelige helbred, selv efter at hun kom sig, så de besluttede sig for at flytte til Sukoyaki, så hun kunne komme sig helt. Nodoka er meget rolig og gør tingene i sit eget tempo. Hun vil gerne prøve mange forskellige men har sjældent de nødvendige atletiske evner. Men hun er først og fremmest godhjertet og vil bare gerne være til gavn for nogen.
- Chiyu Sawaizumi (沢泉ちゆ Sawaizumi Chiyu) / Cure Fontaine (キュアフォンテーヌ Kyua Fonteenu)[1] - En 14-årig pige der er den blå Pretty Cure af vand. Hendes familie driver en ryokan med en onsen i byen. Hun har en hygiejnisk og munter livsstil. Hun er som en storesøster, der vil gøre alt for at hjælpe, hvis hun ser noget forkert. Hun er meget seriøs og ansvarlig og vil forsøge at gøre alting selv. Hun er sportslig, den bedste i løbeklubben og også dygtig til videnskab.
- Hinata Hiramitsu (平光ひなた Hiramitsu Hinata) / Cure Sparkle (キュアスパークル Kyua Supaakuru)[1] - En 13-årig pige der er den gule Pretty Cure af lys. Hendes familie driver et dyrehospital og en juicebar. Hun er kvik, udadvendt og venlig og er tilbøjelig til at sige sin mening, uanset om den er relevant. Hun er en ærlig pige, der altid undskylder, når hun opdager, at hun har gjort noget forkert. Hun er ikke så god til at studere. Hun elsker mode og kosmetik men holder så meget af det, at hun ikke rigtig kan bedømme det ordenligt.
- Asumi Furin (風鈴アスミ Fuurin Asumi) / Cure Earth (キュアアース Kyua Aasu)[2] - En 20-årig pige der er den lilla Pretty Cure af vind. Hun blev født af ånden fra Healing Garden, da Dronning Teatine ønskede sig en, der kunne beskytte hendes datter Latte. Hun minder om den første Pretty Cure, som Teatine var partner for flere tusinde år siden. Da Asumi er født af Healing Garden, er hun som regel både rolig og venlig, men når hun er nedtrykt, begynder hun at blive gennemsigtig, så hendes venner må opmuntre hende. Til at begynde med ved hun ikke noget om, hvordan menneskenes verden fungerer, så de andre piger lærer hende om den.

### Healing Animals
Healing Animals (ヒーリングアニマル Hiiringu Animaru) er en gruppe lægefeer der bor i Healing Garden, og som kan kurere de sygdomme, som Byougens forårsager.
- Rabirin (ラビリン Rabirin) - En lyserød bomuldshalekanin-lignende fe der er Nodokas fe-partner.[1] Hun har et stor retfærdighedssans og er meget stolt men begår nogle gange fejl.
- Pegitan (ペギタン Pegitan) - En blå kejserpingvin-lignende fe der er Chiyus fe-partner.[1] Han er meget intelligent men sky og mangler selvtillid. Selv om han er beskeden, vil han gøre hvad han kan, hvis tingene ikke er i orden. Han elsker varme kilder.
- Nyatoran (ニャトラン Nyatoran) - En gul katte-lignende fe der er Hinakas fe-partner.[1] Han har et frit sind og siger hvad han tænker. Han viser sig også gerne og prøve at spille cool.
- Latte (ラテ Rate) - En brun Cocker Spaniel-lignende fe der er Asumis fe-partner og Den unge prinsesse af Healing Garden (ヒーリングガーデンの幼い王女さま Hiiringu Gaaden no Osanai Oujo-sama)[1] Hun taler ikke men gør ligesom almindelige hunde, men andre kan bruge et stetoskop til at høre hendes indre stemme med. Hun bliver syg, når en MegaBjögen bliver skabt, men kan helbredes med kraften fra reddede elementer.
- Teatine (テアティーヌ Teatiinu) - Lattes mor der er en afghansk mynde-lignende fe og herskeren over Healing Garden. Hun er hårdt kvæstet efter sin kamp mod kong Byogen, men hun faldt ikke for hans sygdom og blev i healing Garden. Det viser sig senere, at hun var partner med en tidligere Pretty Cure. Hen mod slutningen vender hun tilbage til Jorden sammen med sine Healing Animal for at konfrontere Neo Kong Byogen, som hun fanger i en barriere. Men kongen bryder ud og absorberer hende og andre. Alles vilje til at leve befrier dem imidlertid fra kongen.

### Byogens
Byogens (ビョーゲンズ Byoogenzu) er en gruppe dæmoniske væsener fra Byogen Kingdom (ビョーゲンキングダム Byoogen Kingudamu). De vil inficere Healing Garden og forgifte verdenen med deres epidemier for at vække Kong Byogen. Deres generaler, TerraByogens (テラビョーゲン Terabyoogen), blev skabt ved MegaByogen-sæd inficerede et væsen for en tid, hvorefter det lod det og påtog sig menneskelig form. TerraByogen er indført røde frakker og har djævlelignende horn og skorpionlignende haler. Navnet Byogens kommer af det japanske ord "Byougen" (病源 Byouki no kigen), der betyder årsag til sygdom.
- Kong Byogen (キングビョーゲン Kingu Byoogen) - En hensynløs dæmon, der er leder af Byogens, og som blev besejret af Healin' Good PreCures forgænger for længe siden, da han næsten erobrede Healing Garden. På grund af det mistede han sin krop og endte som en ånd. Hans undersåtter har til opgave at sprede sygdomme på Jorden for at genskabe hans krop. Han bliver tilsyneladende besejret af Pretty Cure, hvorefter Guaiwau udråber sig selv til konge. Men Pretty Cure ødelagde kun en del af kong Byogens krop, og han genvinder sin krop og form ved at absorbere Guaiwaru. Efter også at have absorberet Daruizen forvandler han sig til Neo Kong Byogen (ネオキングビョーゲン Neo Kingu Byoogen). Han inficerer hele Sukoyaka og gradvist resten af Jorden, før dronning Teatine fanger ham midlertidigt i et kraftfelt. Han bryder ud, absorberer Pretty Cure, dronning Teatine og Rate og inficerer hele Jorden. Men hans ofre bryder ud, hvorefter Pretty Cure renser ham og ødelægger ham for altid.
- Daruizen (ダルイゼン Daruizen)[3] - En TerraByogen, en afslappet dreng med grønt hår, der ser ned på Healing Animals. Det viser sig senere, at han blev skabt fra Nodoka, da hun blev inficeret med den MegaByougen-sæd, der gjorde hende syg i sin tid. Senere tvinger kong Byogen ham til at forstærke sig med en Mega-del, så han kan forvandle mennesker til GigaByogens ligesom Shindoine og Guaiwaru. Da kong Byogen vil absobere ham, stikker han imidlertid af og forsøger uden held at få hjælp af Nodoka. I en efterfølgende kamp bliver han renset af Pretty Cure med absoberet af kong Byogen. Hans navn kommer af "Darui" (だるい), der betyder sløv eller doven.
- Shindoine (シンドイーネ Shindoiine) - En TerraByogen, en ondskabsfuld kvinde med lilla hår, der er meget hengiven overfor kong Byogen. Hun vil gøre alt for at behage ham og skændes ofte med sine allierede, når de taler imod ham. Men efter at være blevet ignoreret i længere tid bruger hun sin eneste Mega-del til at forstærke sig selv, så hun kan korrumpere mennesker og forvandle dem til GigaByogens. Senere hjælper hun kong Byogen, så han kan absorbere den forræderiske Guaiwau. Efterfølgende forstærker hun sig endnu en gang for at kæmpe mod Pretty Cure men ender med at blive renset af dem i stedet for. Hendes navn kommer af "Shindoi" (しんどい), der betyder træt eller plaget på Kansai-dialekt.
- Guaiwaru (グアイワル Guaiwaru) - En TerraByogen, en muskuløs mand med orange hår, der løser problemer ved at knuse sine fjender med magt. Han forstærker senere sig selv med en Mega-del for at vise, at han er bedre end Shindoine, og får også evnen til at forvandle mennesker til GigaByogens. Efterfølgende bruger han Pretty Cure til at besejre kong Byogen for ham for selv at kunne tage magten. Han kæmper så mod Pretty Cure, men da de undlipper, tager han til Sukoyaka, som han inficerer med flere MegaByogens. Men kong Byogen kendte til hans forræderi og absorberer ham i stedet for. Hans navn kommer af udtrykket "Guai (ga) Warui" (具合(が)悪い), der betyder dårligt helbred.
- Batetemoda (バテテモーダ Batetemooda) - En TerraByogen, en kæphøj menneskelignende sumpbæver, der blev inficeret af Byogen-sæd fra Daruizens MegaByogen. I modsætningen til de tre første generaler går han i jakke i stedet for frakke og har ikke horn. Han er en stærk kriger, der kæmper for sjov. Han ser tilsyneladende de tre første generaler som sin familie men vil i virkeligheden bevise, at han er bedre end dem. Han bliver senere renset af Cure Earth.
- Nebusoku (ネブソック Nebusokku) - En menneskelignende fugl som Daruizen skaber ved at bruge en mega-del på en fugl. Hans navn kommer af ordet "nebusoku" (寝不足), der betyder søvnmangel. Han bliver renset af Cure Earth.
- Kedary (ケダリー Kedarii) - En dreng der bliver skabt af Daruizen ved at inficere Nodoka med en Mega-del. Hans navn kommer af ordet "Kedarui" (気だるい), der betyder sløv. Han bliver renset af Pretty Cure.
- MegaByogen (メガビョーゲン MegaByoogen)[4] - Monstre i den første del af serien der bliver skabt fra elementærånder, som er blevet korrumperede af Byougens generaler med NanoByougen (ナノビョーゲン Nanobyoogen). Når de bliver besejrede, bliver ånderne genskabt.
- GigaByogen (ギガビョーゲン GigaByoogen) - Monstre i den senere del af serien, som bliver skabt ved, at TerraByogen korrumperer mennesker.

### Familiemedlemmer
- Takeshi Hanadera (花寺たけし Hanadera Takeshi) - Nodokas far der arbejder som arkitekt.
- Yasuko Hanadera (花寺やすこ Hanadera Yasuko) - Nodokas mor. Efter at familien flyttede til Sukoyama, begyndte hun at arbejde som chauffør med levering af varer.
- Ryuuji Sawaizumi (沢泉りゅうじ Sawaizumi Ryuuji) - Chiyus far.
- Nao Sawaizumi (沢泉なお Sawaizumi Nao) - Chiyus mor der ejer familiens ryokan.
- Kiyoshi Sawaizumi (沢泉きよし Sawaizumi Kiyoshi) - Chiyus bedstefar.
- Haruko Sawaizumi (沢泉はるこ Sawaizumi Haruko) - Chiyus bedstemor.
- Touji Sawaizumi (沢泉とうじ Sawaizumi Touji) - Chiyus lillebror.
- Teruhiko Hiramitsu (平光てるひこ Hiramitsu Teruhiko)[5] - Hinatas far der ejer familiens dyrehospital.
- Youta Hiramitsu (平光ようた Hiramitsu Youta) - Hinatas storebror der er dyrlæge.
- Mei Hiramitsu (平光めい Hiramitsu Mei) - Hinatas storesøster der ejer juicebaren Café Wonderful Juice.

### Andre
- Mina (みな Mina) og Rina (りな Rina) - Hinatas venner.
- Michio Masuko (益子道男 Masuko Michio) - Nodokas klassekammerat der er redaktør af skolebladet, og som forsøger at få det seneste scoop i skolen. Han prøver at følge efter Nodoka, som han tror har noget at gøre med Byougens' angreb.

### Elementærånder
Elementærånder (エレメントさん Eremento-san) er ånder, der bor i ting og miljøer. Byougens korrumperer dem med NanaByougen, der forvandler dem til monstrene MegaByuogens. Når ånderne er blevet rensede, giver de Pretty Cure elementflasker, som de kan bruge til at helbrede Latte med.
- Blomst (花 Hana) - En elementærånd der bor i blomster.
- Træ (木 Ki) - En elementærånd der bor i træer og skove.
- Vand (水 Mizu) - En elementærånd der bor i kilder.
- Lys (光 Hikari) - En elementærånd der bor i glas og spejle.
- Boble (泡 Awa) - En elementærånd der bor i bobler.
- Høst (実り Minori) - En elementærånd der bor i frugt.
- Regn (雨 Ame) - En elementærånd der bor i regndråber.
- Is (氷 Kouri) - En elementærånd der bor i ting der kan skabe is.
- Ædelsten (宝石 Houseki) - En elementærånd der bor i ædelsten og smykker.
- Lyn (雷 Kaminari) - En elementærånd der bor i elektronik.
- Vind (風 Kaze) - En elementærånd der bor i ting der skaber vind.
- Blad (葉っぱ Happa) - En elementærånd der bor i træblade
- Sol (太陽 Taiyou) - En elementærånd der bor i ting som opfanger sollyset.
- Luft (空気 Kuuki) - En elementærånd der bor i ting der skaber luft.
- Lyd (音 Oto) - En elementærånd der bor i ting der skaber lyd.
- Hav (海 Umi) - En elementærånd der bor på strande.

## Anime
Seriens navn kom frem, da dens logo blev registreret hos Japans patentkontor 23. oktober 2019. Serien blev annonceret officielt af Toei Animation 28. november 2019. Yderligere oplysninger om historie, hovedpersonerne og folkene bag serien blev annonceret 25. december 2019. Blandt andet blev det oplyst, at serien er instrueret af Yoko Ikeda efter manuskript af Junko Kamura. Naoko Yamaoka har designet figurerne, og Shiho Terada har komponeret musikken. Efter det sidste afsnit af den foregående serie, Star Twinkle PreCure, 26. januar 2020 var der en kort sekvens, hvor den ledende Pretty Cure der, Cure Star, introducerede Cure Grace. Healin' Good Precure havde premiere 2. februar 2020. Dagen før blev der afholdt et særligt show i Sunshine City i Tokyo, der blevet streamet live på YouTube.
20. april 2020 annoncerede Toei Animation, at afsnit 13, der skulle have være udsendt 26. april 2020, og de efterfølgende afsnit blev udskudt indtil videre som følge af coronaviruspandemien. I stedet blev nogle af de første tolv afsnit genudsendt. Serien blev genoptaget 28. juni 2020. Mens serien holdt serien holdt pause, begyndte en webserie med Healing Animals, Saturday! Healing Animal TV (どようびも！ヒーリングアニマルTV Douyobi-mo! Healing Animal TV), på YouTube 2. maj 2020 med nye afsnit hver lørdag. Toei Animation Inc. og Crunchyroll begyndte at streame animeserien med undertekster i Nordamerika, Australien, New Zealand, Sydafrika og Latinamerika 28. juni 2020. I Japan bliver serien udgivet på og blu-ray af Pony Canyon. Den første dvd blev udgivet 22. juli 2020, og den første blu-ray 16. september 2020.
Introsangen er "Healin' Good Pretty Cure Touch!!" (ヒーリングっど　プリキュア Touch!! Hiirin Guddo Purikyua) af Rie Kitagawa. Slutsangen i de første 19 afsnit er "Miracle and a Link Ring!" (ミラクルっと Link Ring！ Mirakurutto Link Ring!) af Machico. Derefter er den "Everybody☆Healin' Good Day!" (エビバディ☆ヒーリングッデイ！ Ebibadi☆Hiirin Guudei!) af Kanako Miyamoto. Hvert afsnit i serien afsluttes med et minispil med Healing Animals.

### Stemmer
- Aoi Yuuki - Nodoka Hanadera / Cure Grace[1]
- Natsu Yorita - Chiyu Sawaizumi / Cure Fontaine[1]
- Hiyori Kono - Hinata Hiramitsu / Cure Sparkle[1]
- Ai Kakuma - Rabirin[1]
- Hana Takeda - Pegitan[1]
- Aki Kanada - Nyatoran[1]
- Haruka Shiraishi - Latte[1]
- Keiko Toda - Teatine[14]
- Mutsumi Tamura - Daruizen[14]
- Eiji Hanawa - Takeshi Hanadera[14]
- Kazusa Murai - Yasuko Hanadera[14]
- Shizuka Itou - Shindoine[15]
- Hiroki Yasumoto - Guaiwaru[15]
- Kousuke Gotou - MegaByogen, GigaByogen
- Mayumi Sako - Nao Sawaizumi[16]
- Ryouta Oosaka - Youta Hiramitsu
- Yumi Kakazu - Mei Hiramitsu
- Satsumi Matsuda - Mina, Rina
- Yuuichi Iguchi - Michio Masuko
- Souichirou Hoshi - Batetemoda[17]
- Yumiri Hanamori - Elementærånder
- Sayaka Senbongi - Elementærånder
- Ai Furihata - Elementærånder
- Suzuko Mimori - Asumi Furin / Cure Earth[2]
- Kenichiro Matsuda - Teruhiko Hiramitsu[5]
- Daichi Endou - Ryuuji Sawaizumi
- Kiyomitsu Mizuuchi - Kiyoshi Sawaizumi
- Yukari Nozawa - Haruko Sawaizumi
- Satsumi Matsuda - Touji Sawaizumi
- Eiji Takeuchi - Nebusoku
- Akeno Watanabe - Kedary
- Hozumi Gouda - Kong Byogen[18]

## Film
Figurer fra Healin' Good PreCure medvirker i crossover-filmen Pretty Cure Miracle Leap: A Strange Day with Everyone (映画プリキュアミラクルリープ みんなとの不思議な1日 Eiga Purikyua Mirakuru Riipu: Minna to no Fushigi na ichinichi) sammen med Pretty Cure fra de to foregående serier, Hugtto! PreCure og Star Twinkle PreCure. Filmen skulle have haft premiere 20. marts 2020, men det blev udskudt til først 16. maj 2020 og senere på ubestemt tid på grund af coronaviruspandemien. I begyndelsen af juli 2020 blev premieredatoen så fastsat til 31. oktober 2020.
En film for serien som sådan, Healin' Good Pretty Cure: GoGo! Big Transformation! The Town of Dreams (映画ヒーリングっど♡プリキュア ゆめのまちでキュン！っとGoGo！大変身！！ Eiga Hiirin Guddo Purikyua Yume no Machi de Kyun! tto GoGo! Dai henshin!!), havde premiere 20. marts 2021. De seks Pretty Cure-piger fra den femte serie i franchisen, Yes! PreCure 5 GoGo! (2008), vil også medvirke.

## Manga
Ligesom alle de foregående Pretty Cure-serier blev denne serie også omsat til manga af duoen Futago Kamikita. Den begyndte i Kodanshas shoujomagasin Nakayoshi i marts 2020, hvor den gik til december 2020. Det første bind med serien blev udgivet 11. september 2020. Det andet bind udkom 12. marts 2021.